# Otroeda hesperia
Otroeda hesperia är en fjärilsart som beskrevs av Pieter Cramer 1779. Otroeda hesperia ingår i släktet Otroeda och familjen tofsspinnare. Inga underarter finns listade i Catalogue of Life.